# Ride Me
Ride Me (estilizado como RIDE ME) é o primeiro álbum de estúdio da dupla sul-coreana Donghae & Eunhyuk, lançado em 26 de fevereiro de 2014, sob o selo da Avex Trax no Japão.

## Antecedentes
Donghae & Eunhyuk revelou durante o Super Show 5 em Osaka que eles iriam lançar seu primeiro álbum, seguido de sua primeira turnê, no Japão. Seu primeiro álbum, Ride Me, vai ser ser lançado em 26 de fevereiro de 2014. "Motorcycle" foi lançada como single do álbum. A versão curta do vídeo musical da canção foi lançado através do canal no Youtube da Avex em 2 de fevereiro. A canção se tornou o tema principal do programa de TV japonês "Sukkiri". O álbum também inclui a música "Teenage Queen", que foi originalmente composta e escrita em Inglês pela banda 5 Seconds of Summer.

## Lista de faixas
| N.º            | Título                                         | Letras                               | Música                                                                       | Duração |  |
| 1.             | "Bari 5!"                                      | H.U.B.                               | Warren David Meyers, Mathew Oscar Meyers, Daniel Thomas Boots, Ian Simpson   | 3:17    |  |
| 2.             | "Oppa, Oppa"                                   | Goro Matsui                          | Youngsky, Peter                                                              | 3:18    |  |
| 3.             | "Motorcycle"                                   | Akira                                | Lars Pedersen, Remee S. Jackman, Nicky Fredrik Russell, Feras Agwa           | 3:25    |  |
| 4.             | "Teenage Queen"                                | Amon Hayashi                         | Tiffany Vartanyan, Calum Hood, Luke Hemmings, David Musumeci, Anthony Egizii | 3:35    |  |
| 5.             | "君が泣いたら" (Kimi ga naitara; When You Cry) | Shirose                              | Zetton, Darren Martyn, Shirose                                               | 4:14    |  |
| 6.             | "Kiss Kiss Dynamite"                           | Natsumi Kobayashi                    | Sam Gray                                                                     | 3:20    |  |
| 7.             | "Android Syndrome"                             | Sara Sakurai                         | Neil Athale, Gustav Efraimsson, Mr. Success                                  | 3:06    |  |
| 8.             | "Hello"                                        | Sara Sakurai                         | Youngsky, Peter, Jinoo                                                       | 3:36    |  |
| 9.             | "Love That I Need" (com Henry)                 | Miyakei                              | NoizeBank                                                                    | 3:26    |  |
| 10.            | "I Wanna Dance"                                | Sara Sakurai, Youngsky, Peter, Jinoo | Youngsky, Peter, Jinoo                                                       | 3:28    |  |
| 11.            | "Ten years" (com Luna)                         | Miyakei                              | Michael Stockwell, Wesley Steed                                              | 3:52    |  |
| 12.            | "Champagne Girl"                               | Sara Sakurai                         | Ricky Hanley, Daniel Sherman                                                 | 4:04    |  |
| 13.            | "Let It Go"                                    | Akira                                | Kim Sangmi, Marco Borrero, Mica Gayle, R. Seragnoli                          | 3:16    |  |
| Duração total: | Duração total:                                 | Duração total:                       | Duração total:                                                               | 46:04   |  |

DVD
1. Motorcycle (videoclipe)
2. Oppa, Oppa (videoclipe)
3. I Wanna Dance (videoclipe)
4. Motorcycle (making-of)
5. Ride Me photoshoot making-of

## Desempenho nas paradas
| Parada                      | Período                              | Melhor posição | Vendas | Vendas acumuladas |
| --------------------------- | ------------------------------------ | -------------- | ------ | ----------------- |
| Oricon Daily Albums Chart   | 26 de fevereiro de 2014 (lançamento) | 1              | 18,224 | 50,152+           |
| Oricon Weekly Albums Chart  | 24 de fevereiro – 2 de março de 2014 | 3              | 40,065 | 50,152+           |
| Oricon Monthly Albums Chart | Fevereiro de 2012                    | 8              | 40,065 | 50,152+           |